# Lennon-McCartney

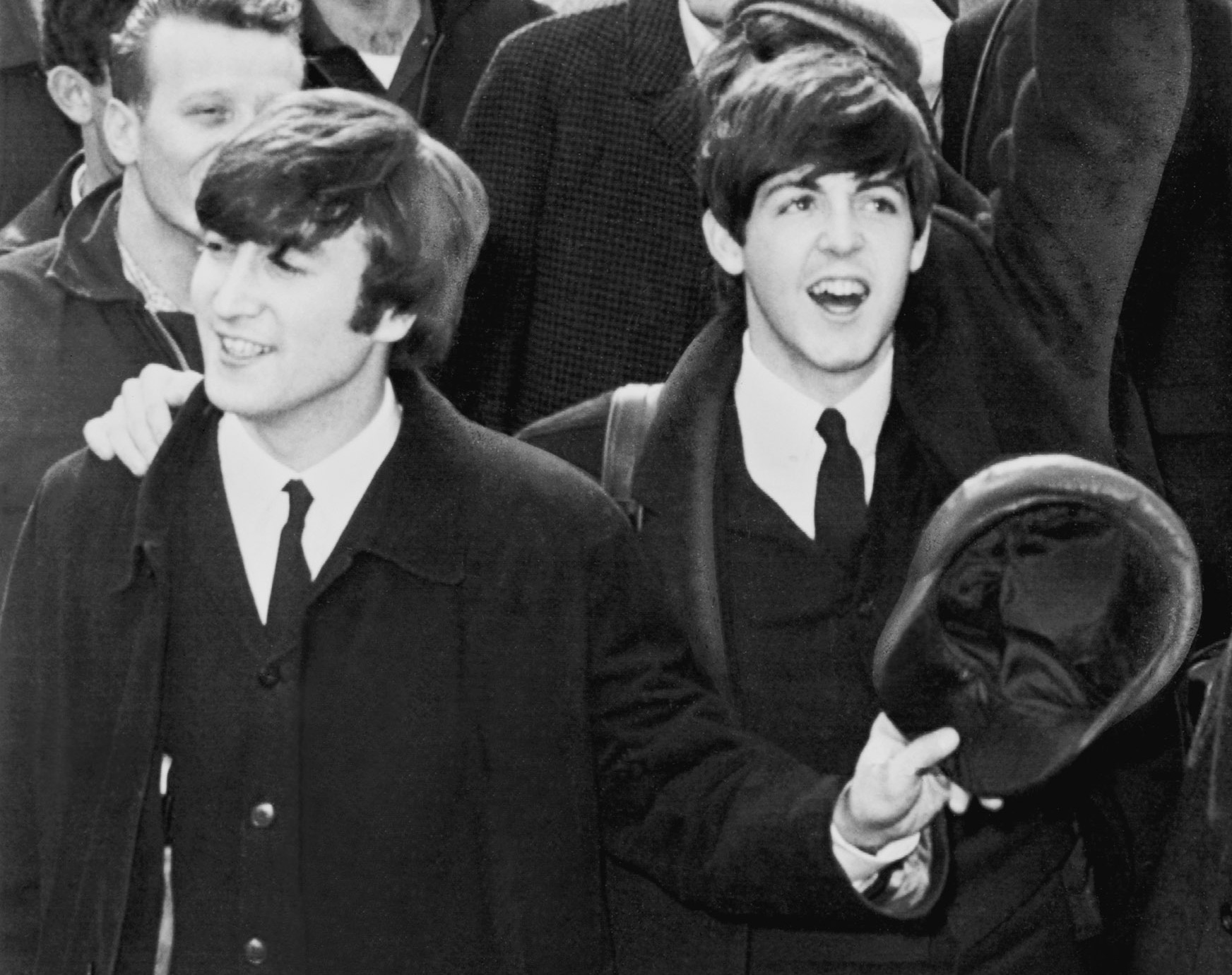
Lennon en McCartney in 1964

Lennon-McCartney is de aanduiding van de componisten van de meeste nummers van de Beatles (de anderen zijn Harrison, Starkey en Harrison/Lennon-McCartney/Starkey). Het is een van de bekendste en succesvolste muzikale samenwerkingen uit de geschiedenis. Tussen 1962 en 1969 brachten zij gezamenlijk ongeveer 180 nummers uit, waarvan de meeste werden opgenomen door The Beatles, het grootste deel van hun oeuvre.
Bijna alle nummers die tijdens de Beatles-periode zijn geschreven door John Lennon en/of Paul McCartney worden toegeschreven aan Lennon-McCartney. Vaak wordt gedacht dat het nummer dan door beiden is geschreven, maar dit is lang niet altijd het geval. Wel hebben veel nummers een (kleine) toevoeging van de andere persoon.
In de beginjaren van de Beatles werden de nummers wel vaak samen geschreven. Toen na verloop van tijd de schrijfkwaliteiten van Lennon en McCartney beter werden, gingen Lennon en McCartney ieder hun eigen liedjes schrijven. De leadzanger van het liedje is ook de schrijver van het liedje. Uitzonderingen zijn Every Little Thing, grotendeels geschreven door McCartney, maar gezongen door Lennon, en Day Tripper, dat grotendeels is geschreven door  Lennon, maar waarbij McCartney de coupletten zong. Een andere uitzondering is de song In Spite of All the Danger, in 1958 opgenomen door The Quarrymen. Deze song is de enige McCartney-Harrison compositie, maar wordt gezongen door Lennon.
Een bekend voorbeeld van de samenwerking is het nummer A Day in the Life op de elpee Sgt. Pepper's Lonely Hearts Club Band. Het nummer werd geschreven door John Lennon, maar bevat een middenstuk van een nog niet volledig nummer van Paul McCartney (Vanaf de passage "Woke up, fell out of bed" tot en met "Somebody spoke and I went into a dream"). Deze twee halve nummers zijn aan elkaar gekoppeld.
Met als uitzondering van de vermelding op het eerste album Please Please Me (McCartney-Lennon), is de volgorde Lennon-McCartney altijd aangehouden.